# Wendlandia gamblei
Wendlandia gamblei är en måreväxtart som beskrevs av John Macqueen Cowan. Wendlandia gamblei ingår i släktet Wendlandia och familjen måreväxter. Inga underarter finns listade i Catalogue of Life.